# Weinmannia karsteniana
Weinmannia karsteniana är en tvåhjärtbladig växtart som beskrevs av Szyszyl.. Weinmannia karsteniana ingår i släktet Weinmannia och familjen Cunoniaceae. Inga underarter finns listade i Catalogue of Life.